# Octarrhena teretifolia
Octarrhena teretifolia là một loài thực vật có hoa trong họ Lan. Loài này được (Gilli) W.Kittr. mô tả khoa học đầu tiên năm 1984.